# Schönebecker Aue
Die Schönebecker Aue ist ein Geestbach, der in der Langen Heide bei Heilshorn in Niedersachsen (Landkreis Osterholz) entspringt und in Vegesack in die Weser mündet.

## Verlauf

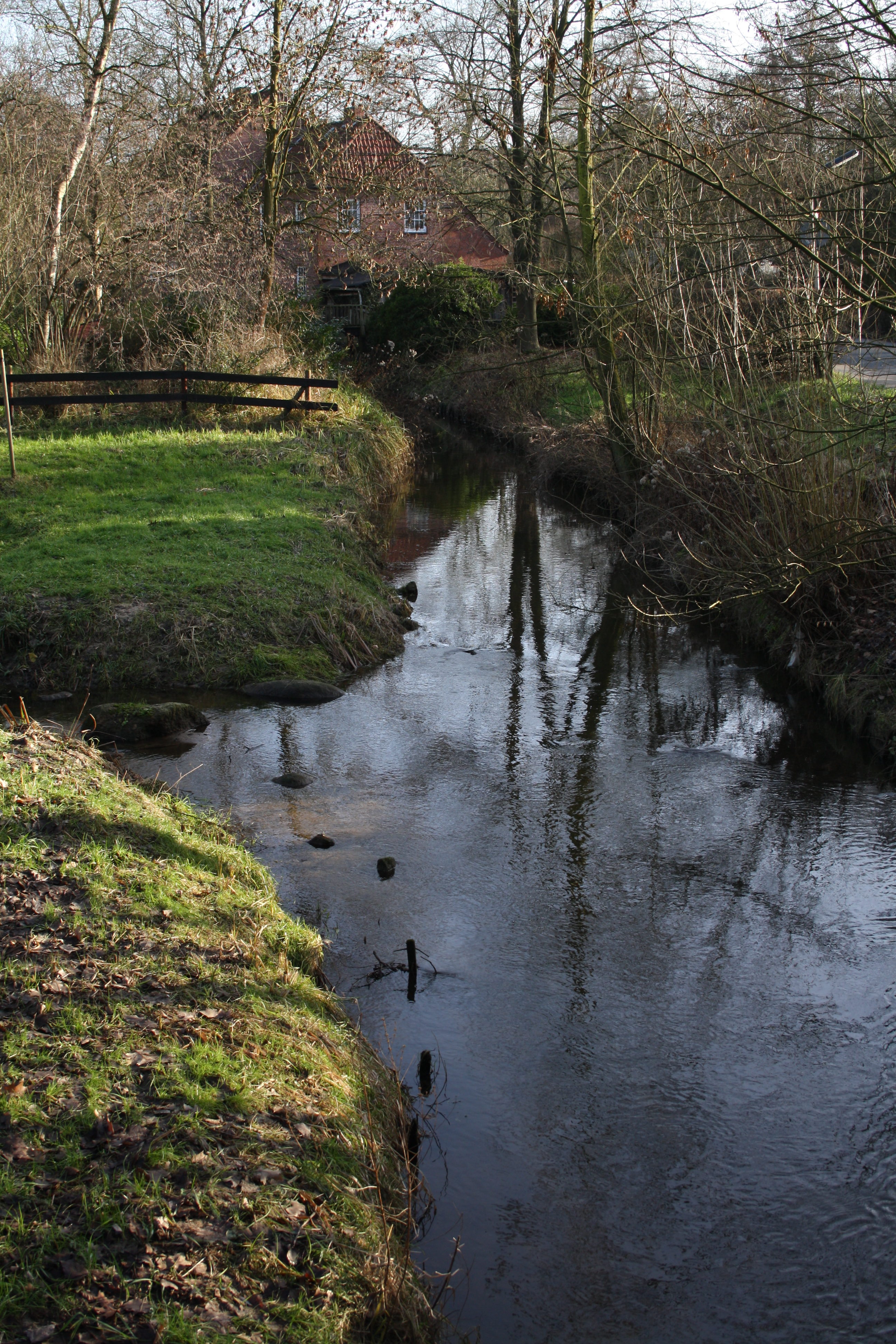
Die Aue unterhalb des Stauwehres am Schloss Schönebeck. Im Hintergrund: Die alte Wassermühle

Die Schönebecker Aue ist insgesamt 17,7 Kilometer lang, wobei die letzten 3,1 Kilometer auf Bremer Gebiet verlaufen. Der Bach entspringt in der Langen Heide in einer Höhe von ca. 40 Meter ü. NN. Die Lange Heide, ein Geestplateau nördlich von Bremen auf dem Stadtgebiet von Osterholz-Scharmbeck, ist das Quellgebiet zahlreicher weiterer Geestrandbäche (z. B. Drepte, Giehler Bach, Scharmbecker Bach und Wienbeck). Von hier aus fließt das Wasser der Aue durch die Bremer Schweiz in die Niederungswiesen rund um das Schloss Schönebeck. Hier prägt sie das nach ihr benannte Auetal, das ein wichtiges Naherholungsgebiet für die Bevölkerung Bremen-Nords ist. Etwa 300 Meter nachdem sie die Landesgrenze zu Bremen überquert hat, wird die Aue zu einem Teich aufgestaut, der das Schloss Schönebeck halbmondförmig umgibt. Dieses Stauwehr diente einst einer Wassermühle und soll den Wasserstand im Schlossteich regulieren.
Unterhalb des Wehres fließt die Aue durch die Bremer Ortsteile Schönebeck und Vegesack zunächst noch ein Stück durch ein Wiesengebiet, bevor sie innerhalb von Wohngebieten von der A 270 und der Uhthoffstraße überquert wird und am Bahnhof Vegesack schließlich in einem Rohrsystem unter dem Vegesacker Bahnhofsplatz hindurchgeleitet wird. Direkt aus dem Rohrsystem mündet sie in den Vegesacker Hafen. Im 19. Jahrhundert wurde der Unterlauf schiffbar gemacht, um die Eisengießerei Uhthoff mit dem Hafenbecken zu verbinden.

## Naturschutz
Der Oberlauf der Schönebecker Aue ist mit den Ufern und angrenzenden Bereichen als Naturschutz- und als FFH-Gebiet ausgewiesen.

## Renaturierungsmaßnahmen

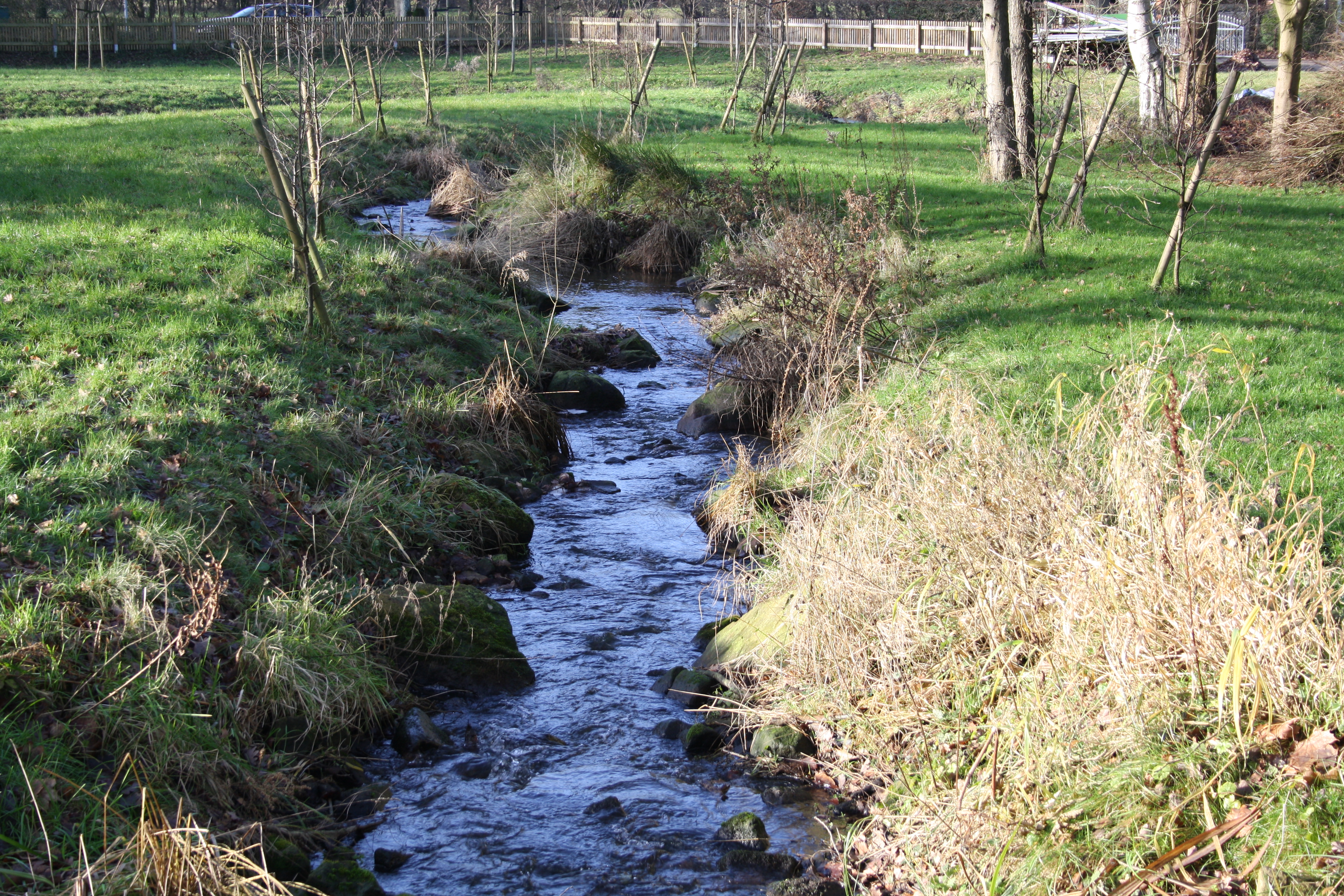
Blick auf das Umgehungsgerinne unmittelbar an dessen oberem Ende

Im Bereich des Oberlaufes gilt die Aue als „gering bis mäßig verändert“. Das Stauwehr am Schloss Schönebeck sowie die Verrohrung am Vegesacker Bahnhof stellen für wandernde Fische jedoch unüberwindbare Hindernisse dar.
2007 wurde ein „Umgehungsgerinne“ um das Stauwehr eingeweiht. Hierbei handelt es sich um einen kleinen, naturnah gestalteten Kanal, der in einem Bogen um das Wehr herumführt und von ehrenamtlichen Naturschützern angelegt wurde.
Die Mündung der Aue wurde vor einigen Jahren mit einer Steinschüttung versehen, durch die wandernde Fische den Bach wieder erreichen sollen. Bereits seit Jahren wird in der Bremer Kommunalpolitik die „Öffnung“ der Aue im Bereich des Vegesacker Bahnhofs zum Hafenbecken hin kontrovers diskutiert.